# Yuriy Sarkisyan
Yuriy Sarkisyan, uzb. cyr. Юрий Саркисян, orm. Յուրի Վազգենի Սարգսյան, ros. Юрий Вазгенович Саркисян, Jurij Wazgienowicz Sarkisian (ur. 30 maja 1947 w Soylan, Armeńska SRR) – uzbecki piłkarz pochodzenia ormiańskiego, grający na pozycji napastnika, trener piłkarski.

## Kariera piłkarska
W 1968 rozpoczął karierę piłkarską w drużynie Metallurg Olmaliq. Po dwóch latach przeszedł do Avtomobilista Termez, który w 1974 nazywał się Spartak. W 1976 został zaproszony do Nieftianika Fergana. W 1978 bronił barw klubu Shahrixonchi Shahrixon, ale w 1979 powrócił do Nieftianika Fergana, w którym zakończył karierę piłkarza w roku 1982.

## Kariera trenerska
Po zakończeniu kariery piłkarza rozpoczął pracę szkoleniowca. W 1985 ukończył Wyższą Szkołę Trenerską w Moskwie. W 1986 dołączył do sztabu szkoleniowego Nieftianika Fergana, gdzie najpierw pomagał trenować, a w następnym roku stał na czele zespołu (od 1992 klub nazywał się Neftchi). Ponad 26 lat kierował klubem, 5 razy zdobył mistrzostwo i 2 razy Puchar Uzbekistanu. Pięciokrotnie był uznany za najlepszego trenera roku w Uzbekistanie. Również w lipcu 2000 został zaproszony na stanowisko selekcjonera narodowej reprezentacji Uzbekistanu, ale po zajęciu ostatniego miejsca w grupie turnieju finałowego Pucharu Azji w październiku 2000 opuścił reprezentację. W maju 2013 po nieudanym rozpoczęciu sezonu został zwolniony z fergańskiego klubu.
Na początku stycznia 2014 zgodził się na propozycję pracy w sztabie szkoleniowym Bunyodkoru Taszkent.

## Sukcesy i odznaczenia

### Sukcesy trenerskie
Nieftianik/Neftchi Fergana
- mistrz 7 strefy Wtoroj Ligi ZSRR: 1990
- wicemistrz 7 strefy Wtoroj Ligi ZSRR: 1988, 1989
- brązowy medalista 7 strefy Wtoroj Ligi ZSRR: 1987
- mistrz Uzbekistanu: 1992, 1993, 1994, 1995, 2001
- wicemistrz Uzbekistanu: 1996, 1997, 1998, 1999, 2000, 2002, 2003, 2004, 2006
- brązowy medalista mistrzostw Uzbekistanu: 2008
- zdobywca Pucharu Uzbekistanu: 1994, 1996
- finalista Pucharu Uzbekistanu: 1997, 1998, 2000/01, 2001/02, 2005
- finalista Pucharu WNP: 1994
- brązowy medalista Azjatyckiej Ligi Mistrzów: 1994/95

### Sukcesy indywidualne
- najlepszy trener roku w Uzbekistanie (5x): 1998, 1999, 2001, 2003, 2006

### Odznaczenia
- tytuł Zasłużonego Trenera Uzbekistanu: 1990
- Order Doʻstlik (Przyjaźni): 1997